# Jéke
Jéke község Szabolcs-Szatmár-Bereg vármegyében, a Kisvárdai járásban.

## Fekvése
Az Északkelet–Nyírségben fekszik, Nyíregyházától mintegy 53 kilométerre északkeletre. Mai képét a kultúrnövényzet, a szántóföldek, gyümölcsösök és kertgazdaságok jellemzik, agrártájait félkultúr kaszálók és legelők színesítik. A gazdaságföldrajzi tényezők főként mezőgazdasági termelésre, ezen belül alma, burgonya, és kukorica termesztésére adnak lehetőséget.
Fontos a már meglévő közlekedési és távközlési infrastruktúra is. A település Kisvárdától mindössze 5 kilométerre van és nagy az átmenő forgalma Záhony közelsége miatt. A lakások 70%-a vezetékes telefonnal ellátott; a rádiótelefon-szolgáltatók az egész környéken elérhetők.

### Megközelítése
Csak közúton közelíthető meg, Kisvárda vagy Tornyospálca felől, a 4111-es úton. Az ország távolabbi részei felől a 4-es főútról érhető el a legegyszerűbben, kisvárdai letéréssel.

## Története
Jéke neve igen korán, már a 13. század elején felbukkan az oklevelekben. Neve török eredetű személynévből származik. A község 1212–ben tűnik fel mint Zsurkkal határos település.
A falut a tatárjárás elpusztította. 1290-ben Fudurjéke néven ismét megjelenik. Eredeti birtokosai Fodor fiai voltak, akik birtokát – örökös nélkül elhalván – IV. László 1290-ben a
Balogsemjén nemzetség-nek, III. Endre pedig 1291-ben Zelemér fiának, Zadurnak adományozta.
A 14. században a Jékéről elnevezett család több, szomszéd helyen birtokos. Vitézségükért cserében az uralkodó jelentős földterülettel ajándékozta meg a Jékei fivéreket. Ettől kezdve a jékei nemesek állandóan perben álltak a kisvárdai Várdai családdal, s azok is egymással, az egyes családokat megillető birtokrészek miatt.
A 14.–15. században a Jékei családokkal rokonságban álló más nemesi famíliák is birtokolták. 1466-ban a Megyery, 1600-ban a Szakadati család tulajdonában állt. 1486-ban kizárólag a Jékei család tulajdona. Birtokosai Jékei Tibor és Bochen.
A 16. században Jékei Mihály halálával leányára, illetve annak férjére, Bulyi Zsigmondra szállt át, aki felvette a Jékei nevet. A 18. század végén és a 19. század elején a Jékey, Tömösváry, Batta, Kádár, Harsányi, Lánczy, Makláry, Szőgyény, Uzonyi és Pethő családok birtokába kerül Jéke községe.
1840-ben a Jékei család a Szamosközbe telepszik át, így a leányági örökösök útján évszázadokon át megtartott birtok főhelye mások kezére került.
A település fénykorát a Liptay család „uralkodása” idején élte, különös tekintettel Liptay Bélára, arra az emberre, akinek élete és tevékenysége napjainkig ható nyomot hagyott nem csak Jékén, hanem Szabolcs vármegyében is. A Liptay család Zemplén vármegyéből származik. Az egyik ős, Liptay Márton 1732-ben nyert címeres nemeslevelet. Ez arannyal és ezüsttel borított pajzsban egy karóra csavarodó szőlőtőkét ábrázol, melyet kékmezű kar tart. A família Jékén bírt földesúri joggal, itt építette meg az 1860-as évek elején kisfaludi Liptay Károly a nemesi kúriát.
Liptay Károly 1825. január 1-jén született Karászon, jogot végzett. 1847-ben ügyvédi oklevelet nyert és atyai örökségén Jékén telepedett le. Az 1848–49-es forradalom és szabadságharc-ban a Zemplén vármegyei önkéntes zászlóaljnál mint közvitéz harcolt. Feleségül vette a jékei báró lányát, báró Horváth Karolinát. Házasságukból 1857. június 25-én született meg Béla nevű gyermekük. Ezt követően gazdálkodott, majd az 1860-as években Szabolcs vármegye főszolgabírája lett. A díszes kúria felépítéséhez szükséges munkaerő biztosítása érdekében telket adományozott munkásainak. 1876-tól közigazgatási bizottsági tagként működött. 1887-ben a Nyírbátori kerület országgyűlési képviselőnek választotta. Meghalt 1889. május 4-én, Budapesten 64. életévében.
Béla fia iskoláit a kassai premonterieknél, a kalksburgi jezsuitáknál és Budapesten végezte. Állattudományi vizsgája után visszatér jékei birtokára, s átveszi apja gazdaságát. A község egyre gyorsuló ütemben fejlődik. Malom, szeszfőzde és hatalmas lovarda épül, a lóállományt angol telivér és félvér ménes gazdagítja.

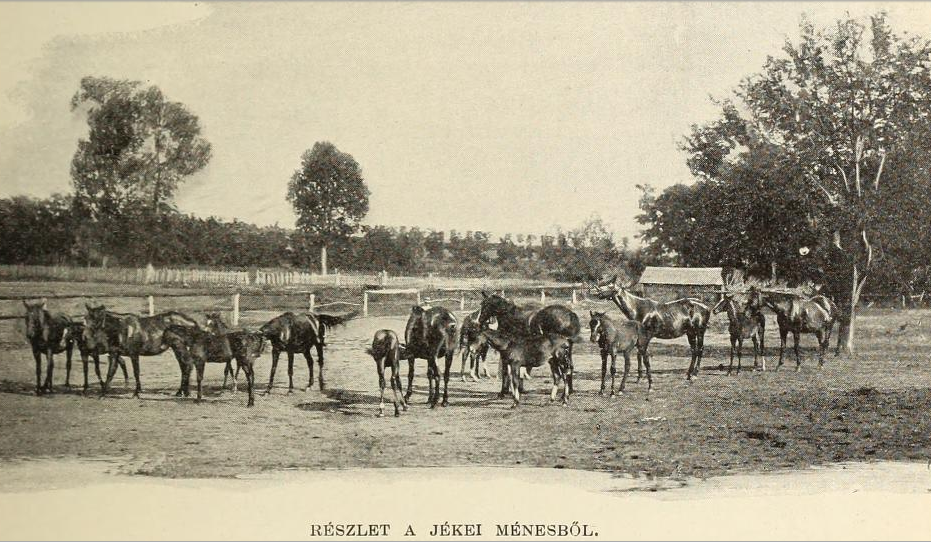
A ménes egy része (1900)

1880-ban feleségül vette Draskóczy Lenkét, akivel boldog házasságban élt. A frigyből két gyermek született: Liptay Elza (Korniss Ferencné) és Liptay László.
A politikus Liptay Béla már itt bekapcsolódik a közéletbe, hiszen két évtizedig volt a falu bírája és tagja a képviselőtestületnek. Képzettsége és tehetsége alapozta meg azt, hogy a vármegyei törvényhatóság munkájában is részt vegyen, ezzel mintegy apja örökébe lépett. A kisvárdai kerület országgyűlési képviselőjének választották. Kisvárda két fontos kultúrintézménye neki köszönheti létét. (Az 1895-óta áhított gimnázium 1911-ben nyílt meg. A Szent Orsolya-rendi zárda és tanítóképző, valamint a hozzá tartozó római katolikus polgári leányiskola szintén a politikus közbenjárásának köszönhető.)
„Nem fogok addig nyugodni, míg a bakti vonat a gimnázium kapujához nem hozza a tanulókat.” A földesúr ezen elképzelése is teljesült, hiszen 1912. szeptember 28-án megnyitották a Kisvárda–Baktalórántháza-vasútvonalat. (Ez a Hármasúti megálló.)
Képviselői megbízatása alatt az istentiszteletek után tájékoztatta a község lakóit az országgyűlés döntéseiről, a világ híreiről. 1918-ban a forradalom kitörésekor lemondott mandátumáról. A felsőház újjászervezése után küldöttként ismét beválasztották.
Liptay Béla tevékenységének, áldozatkészségének több olyan alkotása van, mely ma is őrzi egykori létrehozójának emlékét. Ezek közül talán a legelső a római katolikus templom. A korabeli hírlap így számolt be 1888-ban a templomszentelésről: „Megható és szép ünnepély folyt le f. hó 15-én Jéke községben, az újonnan épült díszes templom felszentelése alkalmából. A templom – egy régi alapítvány felhasználásával – többek és különösen a Liptay család bőkezű adományából épült. A felszentelési szertartást Györgyényi Ignácz egri kanonok úr (volt kisvárdai plébános) végezte. Az ünnepi beszédet Petheő József mándoki plébános (jékei születésű) mondotta… Az istentisztelet befejezte után Liptay Béla vendégszerető házánál fényes díszlakoma volt…”.
1928-ban szintén az ő kezdeményezésére az egri érsekség tervezetet készített arról, hogy a kisvárdai plébániához tartozó fiókegyházban előbb helyi lelkészség, később pedig plébánia létesüljön.
1934-ben Béla fiának Lászlónak, és a helyi hívek áldozatvállalásának köszönhetően felépítették a lelkészlakot, az érsekség a lelkészséget december 12-én plébánia rangra emelte.
A millennium alkalmából Liptay Béla a településen községházát épített.
1906-ban pedig arról számolhatott be a korabeli krónikás, hogy a római katolikus egyházközösség november 25-én új iskolát avatott.
„Valóban boldog község, melynek olyan jótevője van, mint Liptay Béla, ki minden elfoglaltsága mellett időt talál és alkalmat vesz magának, hogy községe egyházi és polgári ügyeivel foglalkozzék…”
Az eddig bemutatottakon túl Liptay Bélát a gazdasági élet területén is élénk és kiemelésre méltó tevékenység jellemezte. Ősei birtokán gazdálkodott, de volt földje Újfehértón, Gyulaházán és Pócspetriben is.
A nevezett személy buzgólkodása nem csak Jékén járt sikerrel. Képviselővé választása után még nagyobb lehetőségek nyíltak meg előtte, és ő sohasem habozott teljes befolyását latba vetni, ha Felsőszabolcs ügye ezt kívánta.
Örök nyughelye a ma is fennálló családi kripta.
A Liptay család nagy gondot fordított a helyi értelmiség kialakítására is. Liptay László az iskolaszék elnökeként rendszeresen részt vett az iskolai záróvizsgákon, s a kiemelkedő gyerekek gimnáziumi költségeit teljes egészében állta.
A második világháború jelentős veszteségeket hozott a Jékén élők számára is. A visszavonuló magyar hadseregbe 22-23 embert hívtak be, akiket három hetes kiképzés után a frontra küldtek. A harcok Kishuta, Nagyhuta és a Don-kanyar vidékén zajlottak.
A behívott férfiak többsége hadifogságba esett, s nyolcan soha nem térhettek vissza a harcmezőről.
Balázs Gyula
Dudics István
Hultai István
Kézi Bertalan
Majoros József
Mező László
Sándor József
Tóth István
1945-től megindultak az építkezések, ekkor alakult ki a falu mai képe. Az emberek folytatták a mezőgazdasági termelést, s 1960 elején megalakult a helyi termelőszövetkezet. Még az 1960-as években, a megyében elsőként, kiépült a vezetékes ivóvízrendszer.
A falu a szocializmus alatt 1990-ig Tornyospálca társközsége volt, a Kisvárdai járásban. Az 1990. és 1994. évi önkormányzati választások során Bogáti János személyében független polgármestert választott a község; a képviselőtestület tagjai szintén a független jelöltek közül kerültek ki.
Ebben az időszakban ismét jelentős fejlődésnek lehettünk tanúi. A korábbi földutak szilárd burkolatot kaptak, 1993-ban gáz, 1995-ben telefonhálózat épült.

## Közélete

### Polgármesterei
- 1990–1994: Bogáti János (független)[3]
- 1994–1998: Bogáti János (független)[4]
- 1998–2002: Dobos Tiborné (független)[5]
- 2002–2006: Kovács József (független)[6]
- 2006–2010: Kovács József (független)[7]
- 2010–2013: Bogáti János (független)[8]
- 2013–2014: Kovács József (független)[9]
- 2014–2019: Kovács József (független)[10]
- 2019–2024: Kovács József (Jobbik-Momentum-MMM-LMP)[11]
- 2024– : Kovács József (független)[1]

A településen 2013. április 7-én időközi polgármester-választást tartottak, az előző polgármester lemondása miatt.

## Népesség
A település népességének változása:
| Lakosok száma | 729  | 727  | 766  | 732  | 642  | 666  | 677  |
|               | 2013 | 2014 | 2015 | 2021 | 2022 | 2023 | 2024 |

2001-ben a község lakosságának közel 100%-a magyar nemzetiségűnek vallotta magát.
A 2011-es népszámlálás során a lakosok 90,8%-a magyarnak, 1,1% cigánynak, 0,7% németnek, 0,3% ukránnak mondta magát (9,1% nem nyilatkozott; a kettős identitások miatt a végösszeg nagyobb lehet 100%-nál). A vallási megoszlás a következő volt: római katolikus 32,9%, református 23,8%, görögkatolikus 25,5%, felekezeten kívüli 1,4% (14,6% nem válaszolt).
2022-ben a lakosság 89,9%-a vallotta magát magyarnak, 1,2% cigánynak, 0,9% ukránnak, 0,5% ruszinnak, 0,3% németnek, 2% egyéb, nem hazai nemzetiségűnek (9,7% nem nyilatkozott; a kettős identitások miatt a végösszeg nagyobb lehet 100%-nál). Vallásuk szerint 21,7% volt római katolikus, 24,9% református, 18,4% görög katolikus, 0,9% egyéb keresztény, 0,3% ortodox, 0,2% evangélikus, 1,7% felekezeten kívüli (31,6% nem válaszolt).

## Nevezetességei

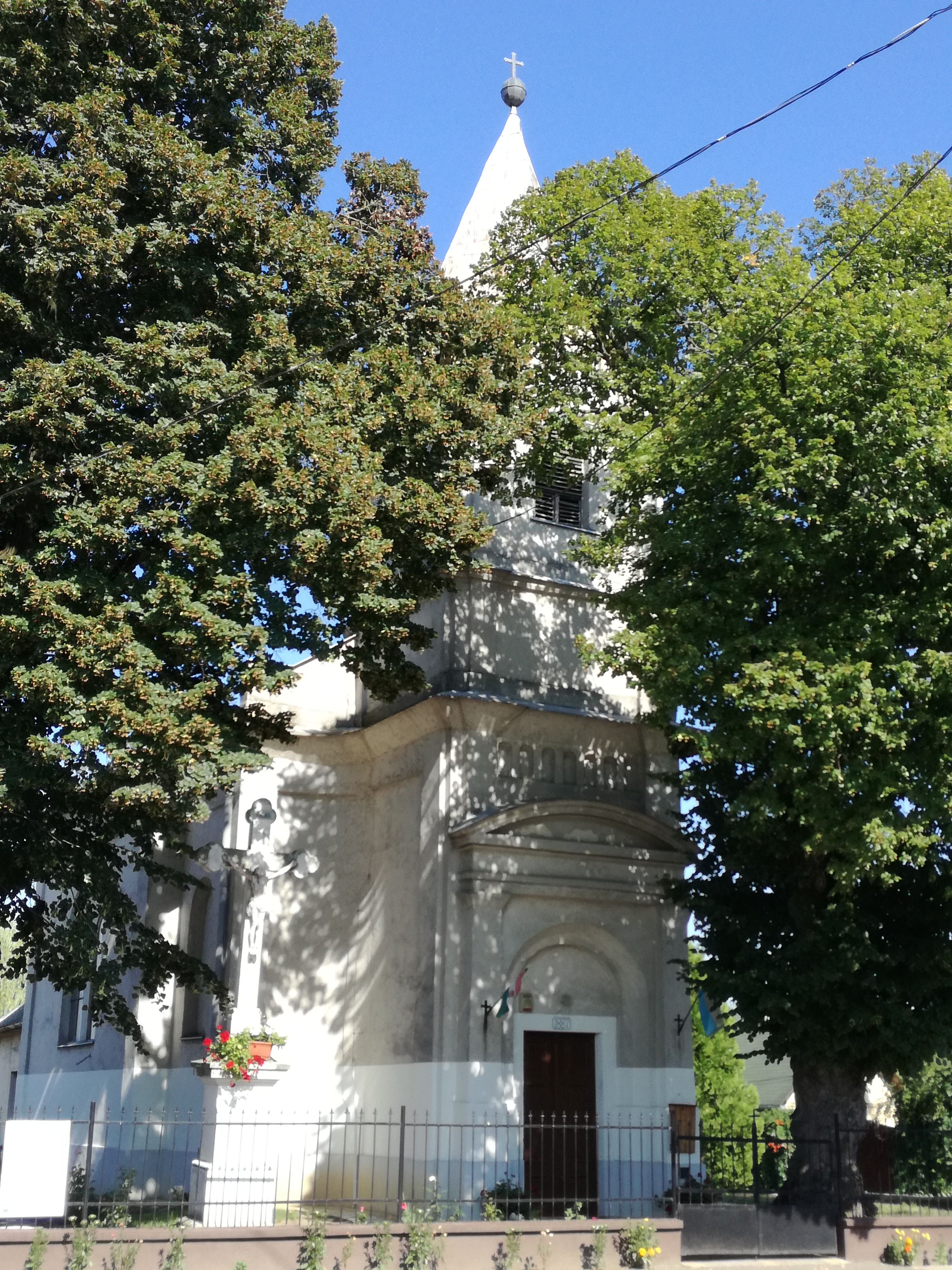
Római katolikus templom

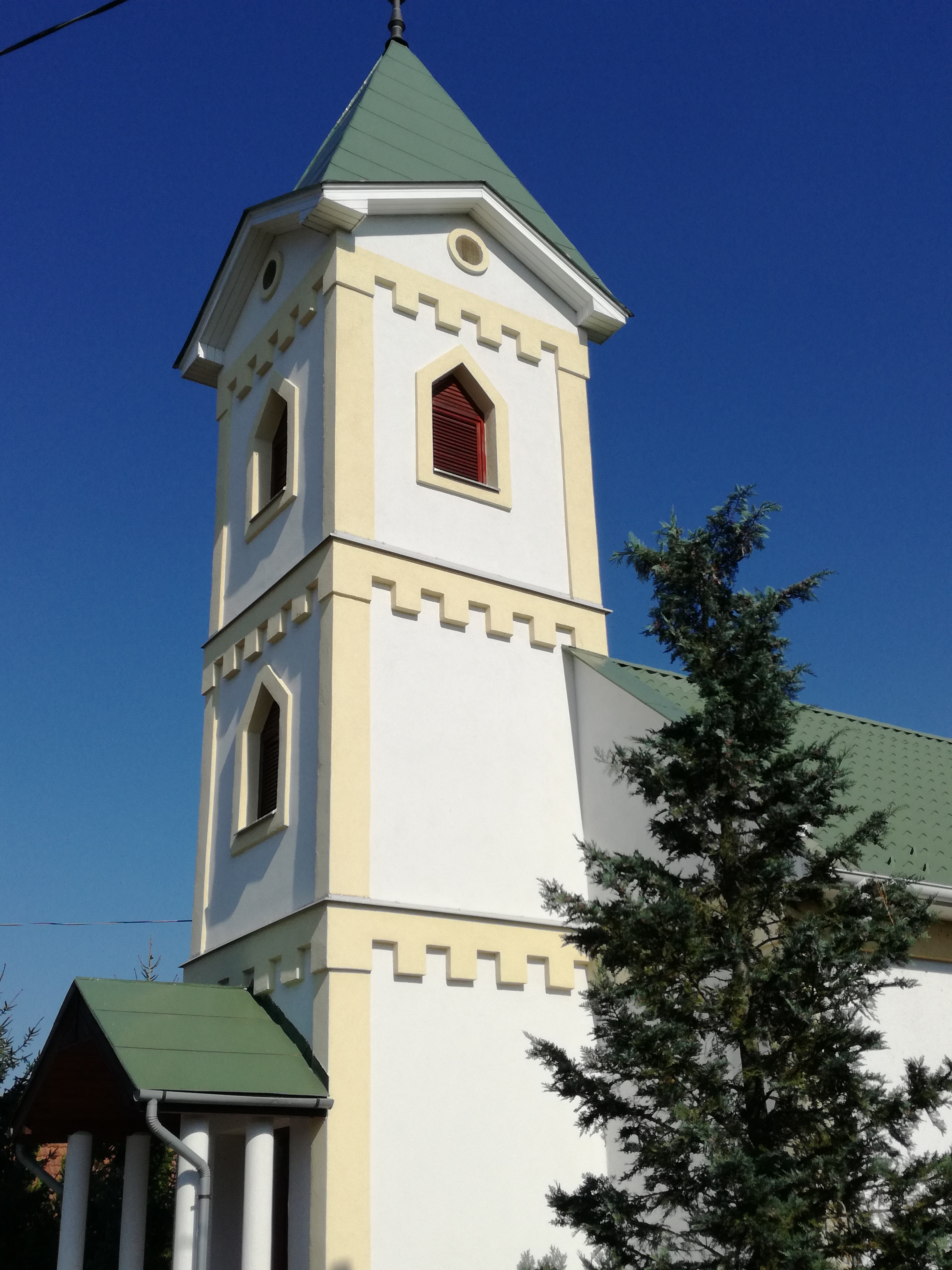
Református templom

- Római katolikus templom - 1889-ben épült.
- Református templom - 1888-ban épült fel. (az új templom 2001-ben épült)
- Liptay kripta - 2004-ben felújították
- Háborús emlékmű

## Külső hivatkozások
Jéke Önkormányzatának honlapja